# Мато Радуловић
Мато Радуловић (Пажићи, код Даниловграда, 25. јануар 1921 — Тиват, 27. јул 1996) био је учесник Народноослободилачке борбе и друштвено-политички радник СФРЈ и СР Црне Горе.

## Биографија
Рођен је 25. јануара 1921. године у Пажићима, код Даниловграда, у породици Милана Радуловића. Након завршене основне школе и гимназије, уписао се на Пољопривредно-шумарски факултет у Београду. Током студија био је активан у редовима комунистичке омладине и студентског револуционарног покрета. У чланство Комунистичке партије Југославије (КПЈ) примљен је 1940. године.
Након окупације Краљевине Југославије, напустио је Београд и вратио се у Црну Гору. Учесник Народноослободилачке борбе је од јула 1941. године. Активно учествује у Тринаестојулском устанку и до краја 1941. у борбама које је водио НОП одред „Бијели Павле“—око Даниловграда, на Вељем Брду, око пута Подгорица–Никшић и у борби на Јелином дубу. Када је формирана Прва пролетерска ударна бригада, 21. децембра 1941, са борцима из свог одреда улази у састав Треће чете Другог (црногорског) батаљона. У Првој пролетерској ударној бригади налазио се на месту секретара партијске ћелије Другог батаљона, учествује у Игманском маршу и борбама које је бригада водила. Потом прелази на дужност заменика политичког комесара Трећег батаљона Седме крајишке бригаде. Учествује у свим борбама, и током Четврте и Пете непријатељске офанзиве.
По завршетку партијског курса при Централном комитету КПЈ и Врховном штабу НОВ и ПОЈ, новембра 1943. године, одлуком Врховног команданта НОВ и ПОЈ Јосипа Броза Тита, постављен је за руководиоца Политичког одељења (Политодела) Шесте личке пролетерске дивизије НОВЈ. На тој дужности—са изузетком периода јул–септембар 1944. године, када је послат у Трећу личку бригаду за политичког комесара, с обзиром да је читав Штаб бригаде са Трећим батаљоном при преласку реке Босне остао одсечен, те се формирао нови Штаб, с њим као политкомесаром, Дмитром Закланом као начелником Штаба и Миланом Шијаном као командантом на челу, све до ослобођења Ваљева, када се одсечени Штаб придружио својој бригади, а Радуловић и Шијан вратили на своје дужности—остао је до после ослобођења Београда, 1944. године, када је, по налогу Александра Ранковића, враћен са Сремског фронта да поднесе извештај о раду Политодела Дивизије и потом упућен на рад у органе безбедности. Из рата је изашао са чином мајора Озне.

### Послератни период
Од краја 1944. године, Радуловић се налазио на разним дужностима у органима безбедности. Најпре у Одељењу за заштиту народа (ОЗН) за Београд и Југославију, где је радио у Другом одсеку, заједно са Владимиром Роловићем, као референт за грађанске странке, потом у Управи државне безбедности (УДБ), где је обављао дужност начелника одељења и дао допринос у уништењу заосталих непријатељских групација.
У јесен 1953. године, Радуловић је преко Јова Капичића добио наређење од Александра Ранковића да са групом иследника оде и испита случај извесних мостоградитеља, који су били гоњени по линији Информбироа. Сматрајући да за тако нешто није надлежан, Радуловић је покушао да одбије задатак, саветујући да се образује посебна државна комисија, коју би чинили представници суда, полиције и тужилаштва. Наређење је ипак морао да изврши и прихватио је задатак по службеној дужности. За месец дана проведених у казнено-поправном дому у Билећи, Радуловић и његови иследници су разговарали са осуђеницима. Он је тада настојао да очува „законитост у раду и коректност у понашању“, по узору на Ранковићеву критику рада Управе државне безбедности, коју је Ранковић истакао у свом Реферату за даље јачање правосуђа и законитости две године раније. Након што је окончао истрагу, Радуловић је написао извештај од око четрдесет страница, који је предао Ранковићу. У том извештају се наводи да нема доказа да су мостоградитељи радили као совјетски шпијуни. Савезни секретар за унутрашње послове ФНРЈ, Светислав Стефановић Ћећа, од Радуловића је захтевао да се то све поново размотри, на шта је Радуловић инсистирао да се формира посебна комисија, и то по основу надлежности за тај случај. Стефановић јесте пристао да формира комисију, али је то учинио по сопственом нахођењу. Саслушања те комисије довела су до сукоба Радуловића са иследницима и члановима комисије, којима се обратио речима: „Ви немате никакво морално право да говорите о случају ових осуђених људи!“, и по други пут одбио да размотри и ревидира извештај који је саставио, уз напомену да је неопходан рад или нове комисије или нове иследничке групе, која ће „изнетим закључком нанети најмање штете земљи“.
Од децембра 1960. године, Радуловић је у Савезном секретаријату за унутрашње послове (ССУП), на месту помоћника Савезног секретара за унутрашње послове ФНРЈ Светислава Стефановића Ћеће. У то време, као високи функционер Савезног СУП-а, Радуловић је учествовао у координацији оперативне акције „Глобус”, која се тицала прикупљања информација о непријатељској емиграцији у Латинској и Северној Америци, а уочи посете председника ФНРЈ Јосипа Броза Тита Бразилу и земљама Латинске Америке, као и детаља и организације самог пута. Обављао је и функцију потпредседника Савезне комисије за верска питања, чији члан је био од 1959. године, а налазио се и на месту члана Савета Завода за техничку помоћ. Имао је чин пуковника ЈНА у резерви.
У браку са супругом Даринком—Цуцом Радуловић (1927—2013) имао је сина Милана (1955—2003).
Умро је 27. јула 1996. године у Тивту, од последица срчаног удара. Сахрањен је на Новом гробљу у Београду.

## Књиге и одликовања
Написао је две књиге које се баве тематиком борбе против остатака непријатељских група на простору Југославије:
- „Последње одметничке групе”, Београд, 1963;
- „Круг се затворио на тромеђи”, Загреб, 1965.

Носилац је Партизанске споменице 1941. и других југословенских одликовања, међу којима су — два Ордена братства и јединства са златним венцем, Орден рада са црвеном заставом, Орден партизанске звезде са сребрним венцем, Орден Републике са сребрним венцем, Орден за храброст и Орден заслуга за народ са сребрном звездом. Од иностраних, истиче се медаља Руске Федерације за 50 година од победе у Великом Отаџбинском рату 1941—1945. године.